# Furkotské Solisko
Furkotské Solisko ( polsky Furkotne Solisko německy Döllerturm maďarsky Döllertorony je vyvýšenina malého významu na Soliskovom hrebeni ve Vysokých Tatrách. Od Malého Soliska ho odděluje Vysoká lávka a od Štrbského Soliska Šedá lávka. Z pohledu od jihovýchodu po levé straně je Furkotská dolina a po pravé Mlynická dolina. 

## Název
Původně se tak jmenovalo jedno místo na úpatí štítu, kde pastýři ukládali sůl pro ovce nebo krávy. Kartografové pravděpodobně neznajíce místní reálie pojmenovali nejprve celý jihovýchodní hřeben Furkotského štítu na Solisko, Solnisko, hřeben Soliska, Soliskový hřeben, Gran Soliska, Soliskograt, Szoliszkógerinc a potom s přívlastky i vyvýšeniny a deprese hřebene. Adjektivum Furkotské poukazuje na polohu nad Furkotskou dolinou. Donedávna bylo Furkotské Solisko považováno za jihovýchodní vrchol Malého Soliska. V německém názvosloví měl štít pojmenování Döllerturm, Döllertorony, někdy i Doller štít: Döllerspitze, Döllercsúcs. Anton Doller byl horolezec. 

## Prvovýstup
- V létě: Günther Oskar Dyhrenfurth a Hermann Rumpelt 3. června 1906
- V zimě: Julius Andreas Hefty a Lajos Rokfalusy 25. března 1913 [1]

## Turistika
Na vrchol nevede turistický chodník. Výstup je možný jen s horským vůdcem nebo různými cestami mohou na vrchol vystoupit horolezci.